# Syberia
Syberia je videohra typu adventura, vydaná francouzskou firmou Microïds v roce 2002. Výtvarníkem a autorem scénáře je komiksový kreslíř Benoît Sokal. Hra obsahuje elementy steampunku a následuje dobrodružství americké právničky Kate Walker, jak cestuje přes Evropu a Rusko.
Na hru navázalo v roce 2004 pokračovaní Syberia II, v roce 2017 Syberia 3 a čtvrtý díl Syberia: The World Before vyšel v březnu 2022.

## Příběh

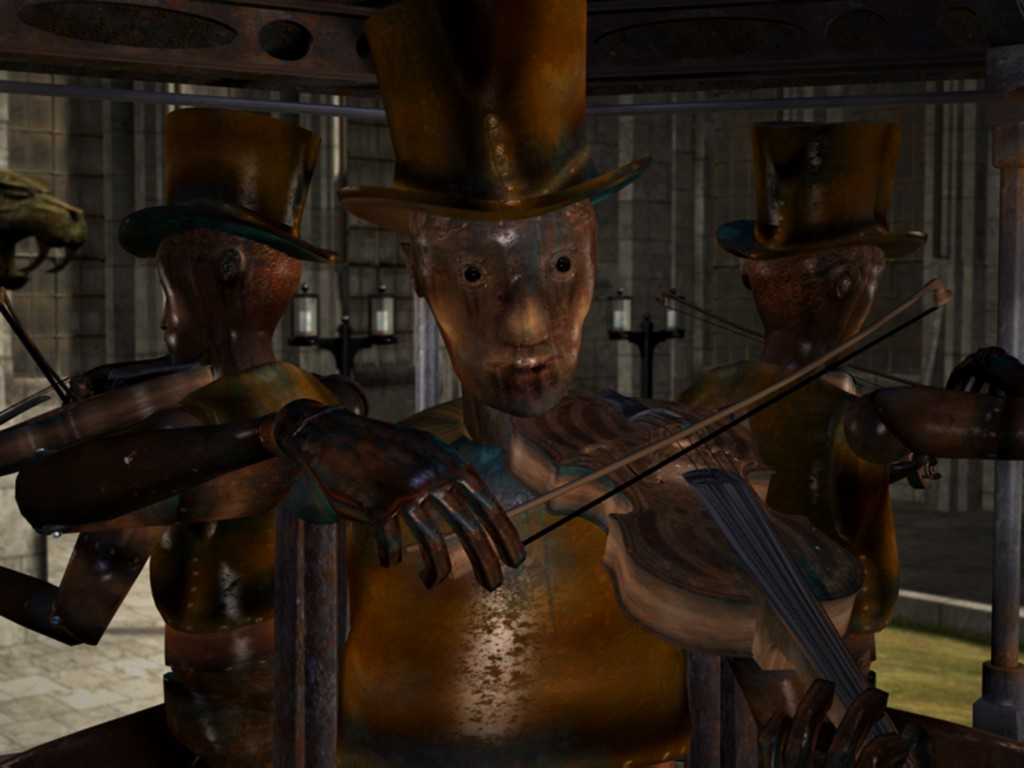
Snímek z videohry Syberia (2002)

Hlavní hrdinkou tohoto trojdílného díla je mladá ambiciózní právnička Kate Walker z New Yorku, která dostala za úkol zastupovat firmu Marson & Lormont při podpisu smlouvy o prodeji továrny na hračky od Anny Voralbergové. Továrna se nachází v malé malebné vesnici Valadilene ve francouzských Alpách. Kate se po příjezdu na místo dozvídá, že Anna Voralberg právě zemřela, ale že existuje dědic, Annin bratr Hans, který je již řadu let pokládán za mrtvého.
Řešením tohoto problému je nalezení Hanse, který jako jediný může kontrakt uzavřít. Postupně se Kate dozví, že Hans se nachází na Sibiři. Hansovým cílem je dostat se na mytický ostrov Syberia, na kterém údajně přežívají prehistoričtí mamuti (inspirací by mohl být Wrangelův ostrov na Sibiři, kde přežívali poslední mamuti na světě). Musí proto cestovat mechanickým vlakem přes celou Evropu za ním. Cestou poznává další zajímavá místa jako například univerzitu v Barrockstadtu. Celou cestu jí dělá společnost automat Oskar, který byl vyroben na základě Hansových návrhů.
I když se příběh zdá nejdříve jednoduchý, postupem času odkrývá další a další aspekty. S hlavní dějovou linií se prolíná i vedlejší příběh mezi Kate a jejími blízkými, s nimiž se po celý příběh dorozumívá přes mobilní telefon. Ten hraje důležitou roli i při hraní – bez něj nelze vyřešit ani řadu hádanek ve hře.

## Postavy
Ve hře se nachází tyto hlavní postavy:
1. Kate Walker – je hlavní hrdinkou hry, během celé hry se mění její charakter – z usedlého městského děvčete se stává dobrodružně založená žena s citem pro spravedlnost
2. Oskar – puntičkářský robot, strojvůdce a společník ve hře v jedné osobě. Jeho puntičkářství vyvádí Kate z míry po celou cestu hry.
3. Hans Voralberg – bratr původní majitelky továrny, kvůli kterému se Kate s Oskarem vydali na cestu. Díky úrazu z dětství je zaostalý, což mu ale nebrání ve studiu mamutů a navrhování fantastických strojů a dalších mechanických věcí. Díky jeho návrhům se továrna na hračky stala světoznámou, navrhl také Oskara a vlak, který Oskar řídí a kterým Hanse hledají. Během cesty se Kate setkává všude s jeho výtvory.

Charaktery všech hlavních i některých vedlejších postav jsou ve hře velmi pečlivě vykresleny do nejmenších detailů a i celý příběh je, dle kritiky, velice kvalitně napsán.

## Dostupnost a lokalizace
Hra vychází s českými titulky. V současné době (2007) je možné koupit hru společně s jejím pokračováním Syberia II v rámci tzv. Kolekce klasiky za nízkou cenu. V tomto případě se obě hry instalují z jediného DVD, které není potřeba pro hraní. Součástí je také jednoduchý český manuál, zabývající se pouze licencí a popisem instalace hry.

## Přijetí

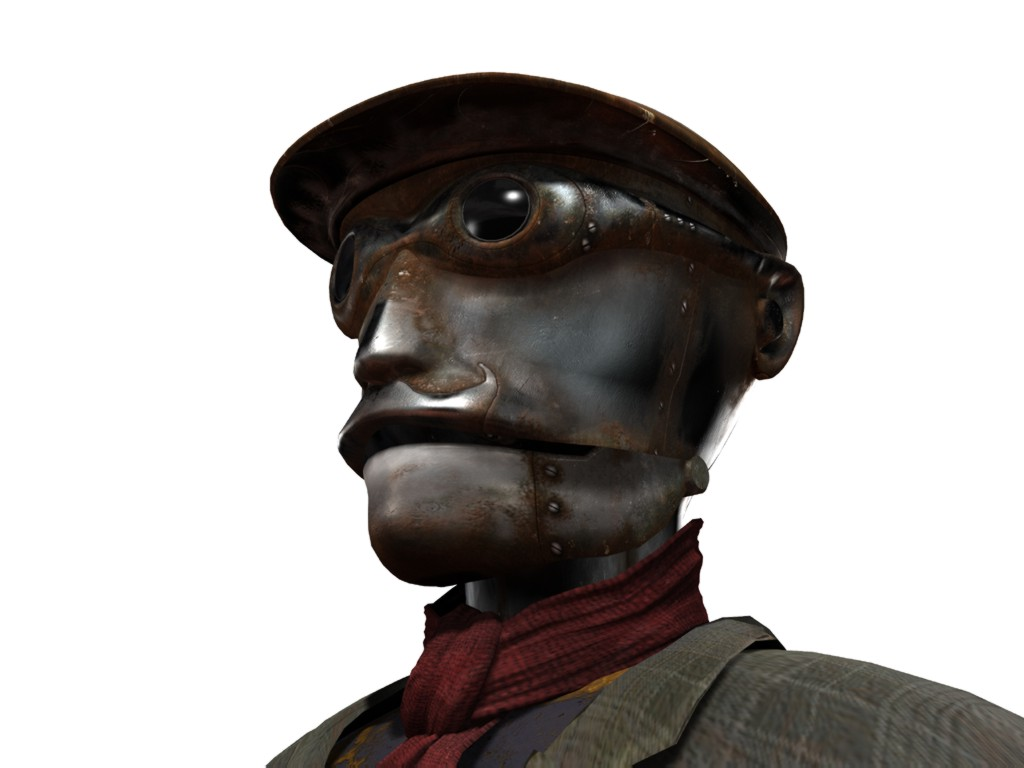
Oscar, strojvůdce, vedlejší postava, která doprovází hrdinku Kate Walker po většinu hry.

Kritikou byla hra oceňována především pro výtvarné zpracování (inspirované stylem art deco) i propracovaným příběhem, kde lze vystopovat žánr steampunk. V obojím se projevilo původní zaměření autora na tvorbu kreslených příběhů. Server Tiscali Games dal hře hodnocení 8/10, Metacritic.com 82% a server BonusWeb 85 %. Časopis Score ohodnotil hru 83 %, časopis GameStar 84 % a časopis Level 85 %.